# Forte Sutter

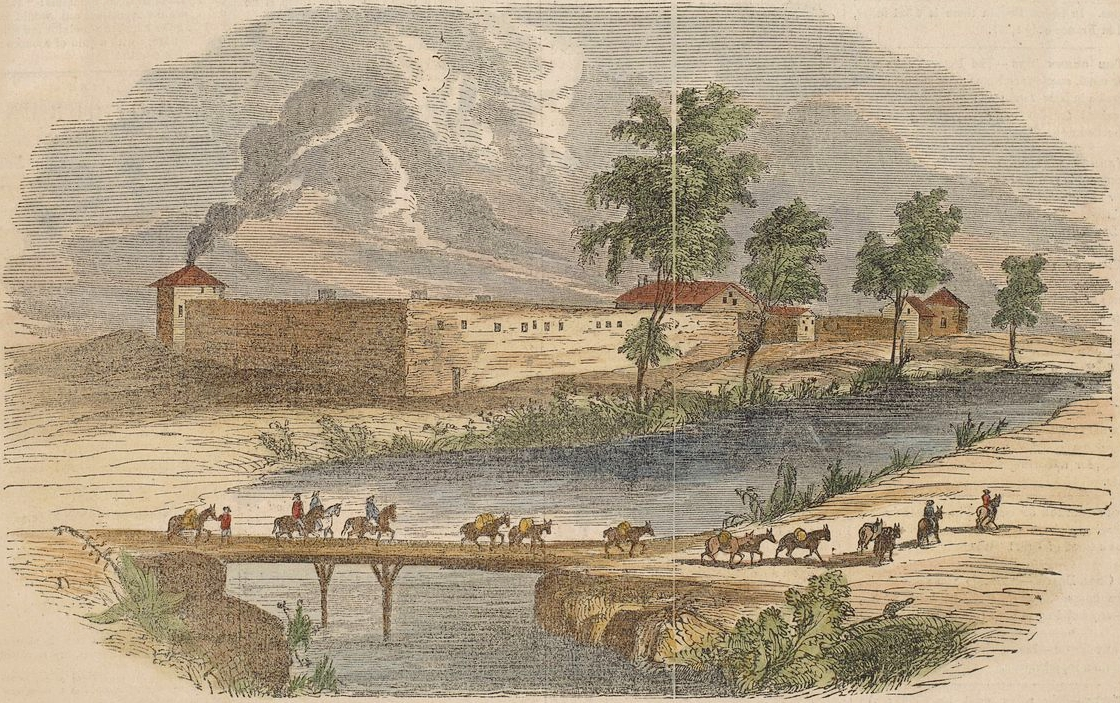
Illustrazione contemporanea di Forte Sutter negli anni 1840

Il forte Sutter è stata una colonia agricola e commerciale del XIX secolo nella provincia messicana dell'Alta California. Il sito del forte fu fondato nel 1839 e originariamente chiamato Nuova Helvetia (Nuova Svizzera) dal suo costruttore John Sutter, sebbene la costruzione del forte vero e proprio non sarebbe iniziata fino al 1841. Fu la prima comunità non indigena nella Central Valley in California. Il forte è famoso per la sua associazione con la spedizione Donner, la California Gold Rush e la formazione della città di Sacramento, che circonda il forte. È noto per la sua vicinanza alla fine del California Trail e Siskiyou Trail, dei quali fungeva da stazione di passaggio.
Dopo la scoperta dell'oro a Sutter's Mill (anch'esso di proprietà di John Sutter) a Coloma il 24 gennaio 1848, il forte fu abbandonato. La struttura è stata ripristinata alle sue condizioni originali ed è ora amministrata dal Dipartimento dei Parchi e della ricreazione della California. Fu designato monumento nazionale storico nel 1961.

## Descrizione

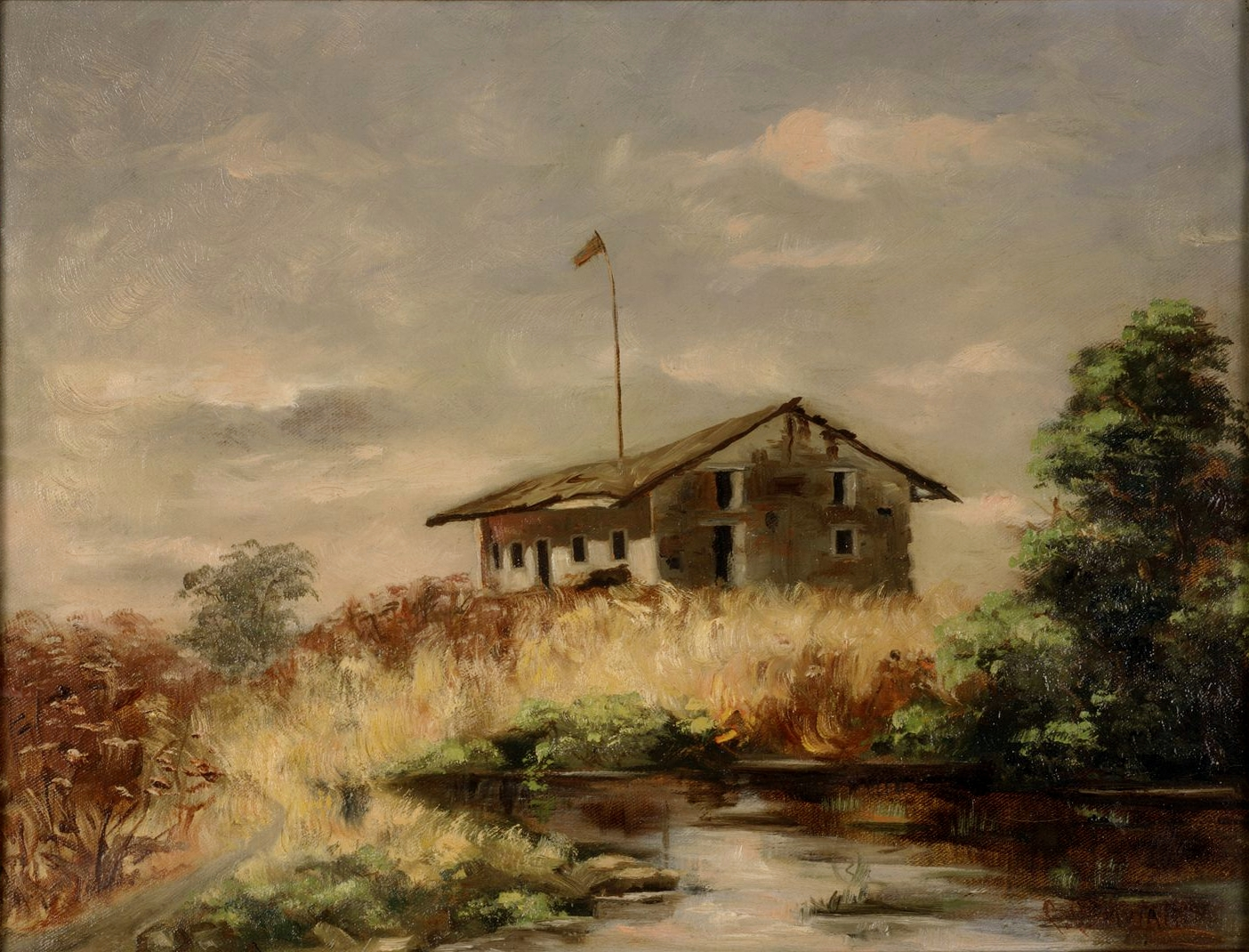
Dipinto delle rovine del forte Sutter, c. 1900

L'edificio principale del forte è una struttura a due piani costruita tra il 1841 e il 1843. Questo edificio è l'unica struttura originale sopravvissuta nel ricostruito Sutter's Fort State Historic Park. Fu qui, il 28 gennaio 1848, che James Marshall incontrò privatamente Sutter per mostrargli l'oro che aveva trovato durante la costruzione della segheria Sutter lungo il fiume American solo quattro giorni prima. Sutter costruì il forte originale con pareti spesse 76 centimetri e alte 5,5 metri. I pionieri si stabilirono al forte intorno al 1841. Dopo la notizia della corsa all'oro, il forte fu in gran parte abbandonato, nel 1850, e cadde in rovina.
Nel 1891, i Native Sons of the Golden West, che cercarono di salvaguardare molti dei punti di riferimento dei giorni pionieristici della California, acquistarono e riabilitarono il Forte Sutter quando la città di Sacramento cercò di demolirlo. Gli sforzi di riparazione furono completati nel 1893 e la struttura fu affidata allo Stato della California. Nel 1947 il forte fu trasferito all'autorità dei Parchi statali della California. 

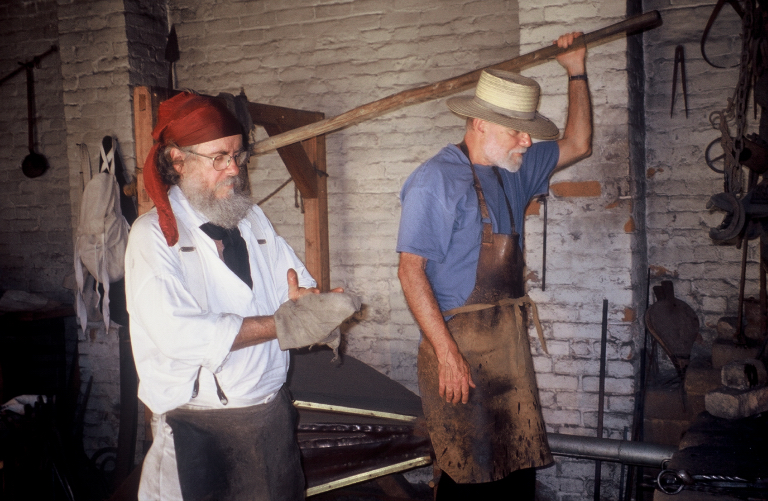
Lavoro al forte di Sutter, Sacramento

La maggior parte delle strutture originali del quartiere furono inizialmente costruite alla fine degli anni '30 come residenze, molte delle quali sono state convertite ad usi commerciali come studi medici privati. La storia del quartiere è in gran parte residenziale.

## Geografia e idrologia

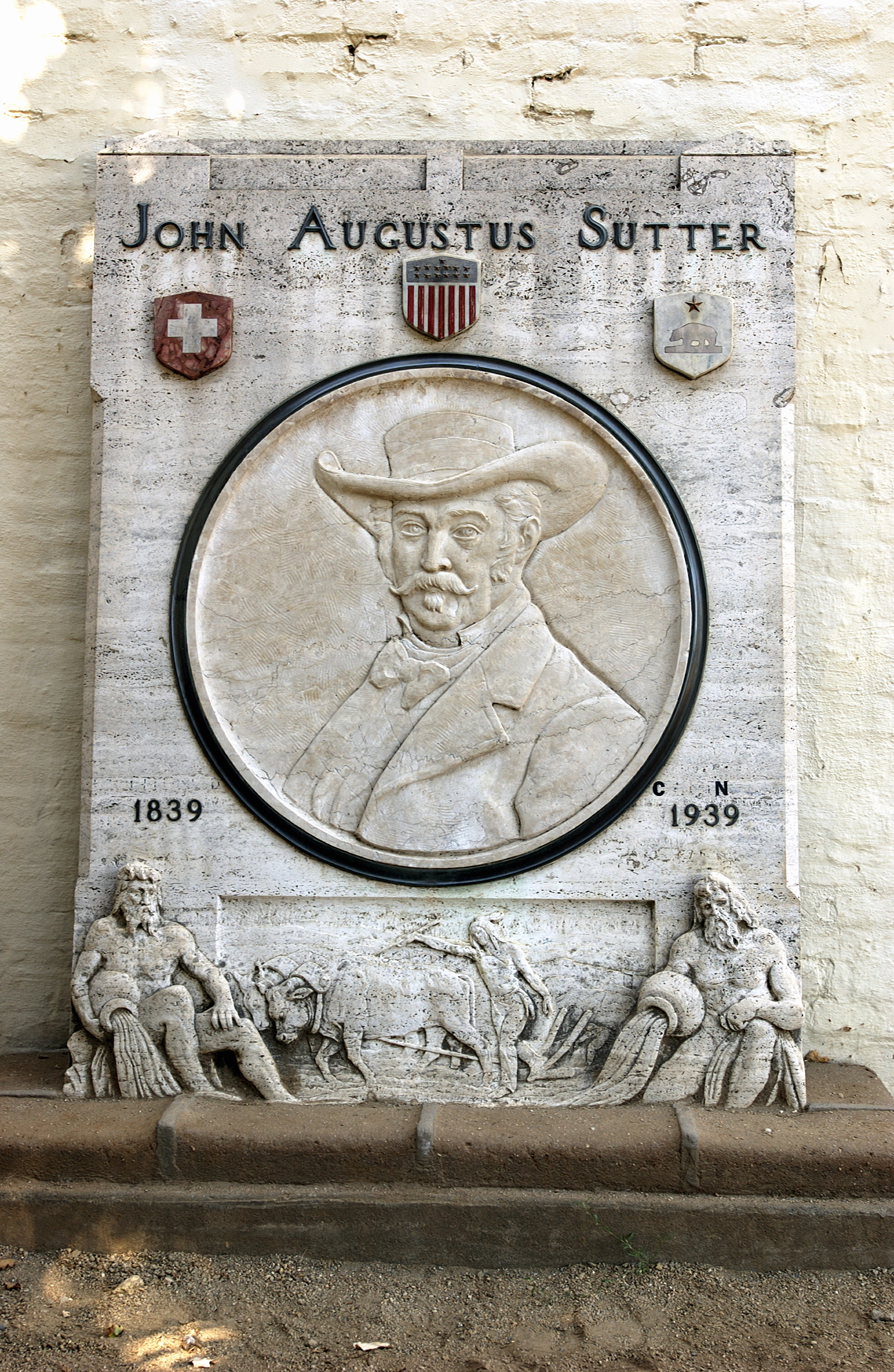
Targa di John Sutter al Forte Sutter

Il forte Sutter si trova su un terreno pianeggiante ad un'altitudine di circa 6 metri sopra il livello del mare. L'altitudine del pendio diminuisce a nord verso il fiume American e ad ovest verso il fiume Sacramento. L'elevazione del pendio aumenta gradualmente a sud e ad est, lontano dai fiumi. Tutto il drenaggio superficiale scorre verso il fiume Sacramento. Le acque sotterranee nelle vicinanze scorrono verso sud-sud-ovest verso il delta del Sacramento. Tuttavia, dopo il picco delle piogge, il fiume Sacramento si gonfia e il flusso delle acque sotterranee può invertire la direzione del fiume.